# Estación de Longueville
La estación de Longueville es una estación ferroviaria francesa situada en la comuna homónima, en el departamento de Seine-et-Marne, al sudeste de París. Por ella transitan tanto trenes de media distancia, como regionales como los trenes de cercanías de la línea P del Transilien.
Cerca de la estación, en el antiguo depósito de locomotoras, se encuentra una rotonda ferroviaria, catalogada como Monumento Histórico, que fue puesta en servicio en 1911 por la Compañía de Ferrocarriles del Este y utilizada hasta 1967 por la SNCF. Desde 1971 acoge la sede de una asociación juvenil dedicada a la conservación de trenes antiguos, los cuales han abierto también un museo. 

## Historia
La estación fue abierta en 1857 por parte de la Compañía de Ferrocarriles del Este en el trazado de la línea París - Mulhouse.
En 1858, la estación se convirtió en punto de partida del trazado de la nueva línea que iba desde Longueville hasta Provins. Aun así su tráfico era menor y se prefería la cercana estación de Flamboin para el depósito de las locomotoras de vapor utilizadas en la época.
A principios de 1880, la prolongación de la línea Longueville - Provins hasta Esternay y la llegada del tráfico de grandes líneas y de cercanías aumentaron considerablemente su tráfico. Esto llevó a la saturación del depósito de Flamboin y al progresivo traslado del material rodante a Longueville. El fin de los trenes de vapor, supuso el cierre del depósito en 1967. 

## Descripción
La estación se compone de tres andenes, uno lateral y dos centrales y de cuatro vías, al que se añaden más vías de garaje. Los cambios de andén se realizan gracias a varios pasos subterráneos. Dispone de atención comercial continua y de máquinas expendedoras de billetes. El tramo en el que se encuentra la estación no está electrificado por lo que los trenes que acceden a la misma suelen ser diésel.

## Servicios ferroviarias

### Media distancia
A través de sus Intercités, la SNCF une París con Troyes.

### Regionales
Los trenes regionales que circulan por la estación unen Longueville con Troyes vía Nogent y Romilly. 

### Cercanías
Los trenes de la línea P del Transilien conectan la estación con París. 